# Совместные экономические проекты в Таджикистане
Республика Таджикистан после окончания гражданской войны и постконфликтного восстановления инфраструктуры государственной и хозяйственной деятельности, приступила к привлечению иностранных инвестиций для осуществления трех стратегических задач развития страны: энергетической независимости,реабилитации коммуникаций и выхода страны на внешний рынок, обеспечения продовольственной безопасности. В начале 21 века с участием России, Китая и Ирана началось осуществление следующих инвестиционных проектов в Таджикистане:

## ТаджикистаниКНР
В июне 2006г. в Шанхае в ходе визита Президента Республики Таджикистан Э. Рахмона в КНР было подписано соглашение между Правительством РТ и КНР о финансировании трех проектов в Таджикистане на общую сумму $603,5 млн:
- реабилитация автодороги «Душанбе – Айни – Истаравшан – Худжанд – Бустон – Чанак» (граница с Узбекистаном), протяженностью 411 км (в том числе — строительство тоннеля «Шахристан»)[1];
- строительство высоковольтной линии электропередач ЛЭП «Юг-Север»(ЛЭП-500 кВт) протяженностью 350км;
- строительство высоковольтной линии электропередач ЛЭП «Лолазор - Хатлон»(ЛЭП-220 кВт).

Общая стоимость проектов – $640 млн. из них $603,5 млн. – доля КНР, остальные $36,5 млн. – доля Правительства РТ.
Данные проекты были успешно осуществлены в течение 2006-2011 гг.

### Тоннель «Шахристан»
Тоннель под перевалом Шахристан расположен на 180-м км автотрассы «Душанбе – Худжанд». Проект строительства тоннеля был одной из составных частей проекта реконструкции автодороги «Душанбе – Чанак» (Узбекистан).
Протяженность тоннеля составит 5253 метра.
Стоимость проекта – 175 млн. сомони.
Строительство было начато 22 августа 2006 года, закончено — 27 октября 2012 год.
Генеральным подрядчиком проекта является – китайская компания ChainaRoad (КНР).
Сдача тоннеля в эксплуатацию была осуществлена 27 октября 2012 года.

## ТаджикистаниРоссия

### Сангтудинская ГЭС-1
Плодотворным примером сотрудничества, является совместный таджикско-российский проект по строительству Сангтудинская ГЭС-1.
В феврале 2005 г. было учреждено ОАО «Сангтудинская ГЭС-1» Министерством энергетики РТ совместно с Российской холдинговой компанией «ИНТЕР РАО ЕЭС».
Общая стоимость  проекта Сангтудинская ГЭС-1  составляла $482 млн., 75 % акций ГЭС принадлежат «РАО ЕЭС Россия» и 25 % акций Правительству РТ.
Проектная мощность Сангтудинской ГЭС-1 составляет 670 мВт, годовая выработка электроэнергии - 2,7 млрд кВт ч/год.
Сдача в эксплуатацию в 2009 г. Сангтудинской ГЭС-1 стала демонстрацией политической воли, взаимопонимания и реализации взятых Российской Федерацией обязательств.

## ТаджикистаниИран

### Сангтудинская ГЭС-2
Проявлением сотрудничества с Ираном стало её масштабное участие  в строительстве Сангтудинская ГЭС-2
Совместно с Таджикистаном этот проект начал осуществляться в 2005 г. Общая стоимость  проекта Сангтудинской ГЭС-2 составляла $220 млн.  Иран вложил в него $180 млн., вклад Таджикистана – $40 млн.
Строительство Сангтудинской ГЭС-2 официально началось 20 февраля 2006 года.
В сентябре 2011 г. был сдан в эксплуатацию первый агрегат Сангтудинская ГЭС-2. Второй агрегат намечается сдать в эксплуатацию весной 2013 года).
По проекту производственная мощность первой очереди Сангтуды-2 составляет 110 МВт.
В сентябре 2013 года в тестовом режиме был сдан в эксплуатацию второй агрегат Сангтудинской ГЭС-2, мощностью 110 МВт. В сентябре 2014 года был запущен второй агрегат мощностью 110 МВт.
После полной сдачи в эксплуатацию, Сангтудинская ГЭС-2 способно вырабатывать до 1 млрд. кВт/ч электроэнергии, или 220 МВт.
После пуска в течение 12,5 лет Сангтудинская ГЭС-2 будет считаться собственностью Ирана, после чего перейдет в собственность Таджикистана. Проектная мощность станции 220 МВт.

## ТаджикистаниАБР

### Реконструкция автодороги «Айни-Пенджикент- граница Узбекистана
Достигнута договорённость по реконструкции автодороги Айни - Пенджикент - граница Узбекистана.
Общая стоимость данного проекта составляет $136 млн. Кроме Азиатского банка развития на реализацию проекта выделяет деньги правительство Таджикистана в объеме $22 млн. и Фонд ОПЕК по международному развитию – кредит в размере $14 млн. Завершение реализации проекта ожидается в 2016 году.
Дорога «Айни - Пенджикент - граница Узбекистана», протяженностью 113 километров, является частью древнего Шёлкового пути. Она проходит вдоль реки Зеравшан через Зеравшанскую долину (районы Айни и Пенджикент) и доходит до границы с Узбекистаном.

### ЛЭП «Сангтуда — Пули-Хумри» (Афганистан)
В Таджикистане 27.10.2011  состоялась официальная церемония запуска линии электропередачи (ЛЭП) 220 кВ «Сангтуда - Пули Хумри», которая позволит экспортировать таджикскую электроэнергию в северные провинции Афганистана.
Сдача этого крупного регионального проекта, помимо того, что это будет еще один шаг в развитии энергетической отрасли Таджикистана, ЛЭП даст возможность в летний период экспортировать электроэнергию из Таджикистана в Афганистан и будет способствовать снижению потерь электроэнергии на территории Таджикистана.
Протяженность таджикского участка ЛЭП 220 кВт «Сангтуда - Пули Хумри» составляет 118 км (по территории Таджикистана), участка по афганской территории — 163 км.
Предполагается, что проект ЛЭП «Сангтуда - Пули Хумри» позволит Таджикистану ежегодно в летнее время экспортировать в Афганистан до 300 мегаватт избыточной электроэнергии. В Афганистан будет поставляться электроэнергия, вырабатываемая Сангтудинской ГЭС-2 (совместный проект Таджикистана и Ирана).
Строительство ЛЭП «Сангтуда - Пули Хумри» было начато в 2009 году по предоставленному льготному кредиту Азиатского банка развития (АБР) в размере $21,5 млн для Таджикистана и $35 млн для Афганистана).

### Реконструкция автодорогиДушанбе-Турсунзаде-граница сУзбекистаном
Официальная церемония начала реконструкции автодороги Душанбе-Турсунзаде-граница с Узбекистаном состоялась 7 ноября 2011 года.
Генподрядчиком проекта является китайская компания «Чайна роуд». В целом для реконструкции этой дороги выделено $131,3 млн., из которых $120 млн. – грант Азиатского банка развития и $11,3 млн. – вклад правительства РТ.
Автодорога Душанбе – граница с Узбекистаном является частью третьего коридора в рамках программы Центрально-Азиатского регионального экономического сотрудничества (ЦАРЭС). Данный коридор простирается почти на 7 тыс. км от России на севере до Персидского залива на юге..

### Строительство железной дороги Туркменистан-Афганистан-Таджикистан
Меморандум по проекту строительства железной дороги Туркменистан-Афганистан-Таджикистан был подписан 20 марта 2013 года в Ашхабаде в ходе трехсторонней встречи президентов трех стран, прибывших в туркменскую столицу на празднование Навруза.  Правительство Таджикистана обратились к Азиатскому банку развития (АБР) взять на себя роль основного координатора строительства этой дороги. АБР взяла на себя роль в реализации проекта строительства этой железной дороги и окажет помощь не только Таджикистану, но и Афганистану и Туркменистану.
Соединение Таджикистана с Туркменистаном через территорию Афганистана позволит Таджикистану избежать транспортной зависимости от Узбекистана и обеспечить выход на сеть железных дорог СНГ и к Каспийскому морю, а также в перспективе к Персидскому заливу..

### Комплекс текстильных фабрик
19 декабря 2014 года началось строительство комплекса по производству текстильной продукции. Он объединит сразу четыре фабрики.  
В 2015 году будет построено крупнейшее в Центральной Азии предприятие по переработке хлопка от сырья до готовой продукции. Завод обеспечит рабочими местами около 6 тысяч человек. Полностью в эксплуатацию комплекс планируется сдать только через два года. В осуществлении данного проекта принимают участие Таджикистан и КНР.